# Borås djurpark
El Borås djurpark és un conegut zoo de Borås, Suècia. Té uns 500 animals de 80 espècies diferents. El parc va ser fundat per Sigvard Berggren l'any 1962.

## Llista d'animals
| - Ant - Bisó europeu - Bongo - Búfal africà - Calau trompeter - Damalisc - Eland - Elefant africà de sabana - Estruç - Flamenc rosat - Foca grisa - Gibó de mans blanques | - Girafa - Golut - Gos salvatge africà - Guepard - Linx - Lleó - Llop - Llop marí - Macaco negre de Sulawesi - Mangosta ratllada - Oca egípcia - Orangutan de Borneo | - Os bru - Ós rentador - Paó - Pingüí de Humboldt - Pintada - Pitó reial - Ren finlandès - Rinoceront blanc - Saguinus oedipus - Tigre siberià - Ximpanzé comú - Zebra de Grant |

També hi viuen alguns animals de granja com la vaca, el cavall, l'ovella, la cabra, l'ànec i el porc.